# 長嘴鳥屬
長嘴鳥（學名Longirostravis）是生存於白堊紀早期的一類反鳥亞綱鳥類，发现于中國遼寧的義縣組， 與長翼鳥及抓握鳥同属於長翼鳥科的分支。